# Romboló (hadihajó)

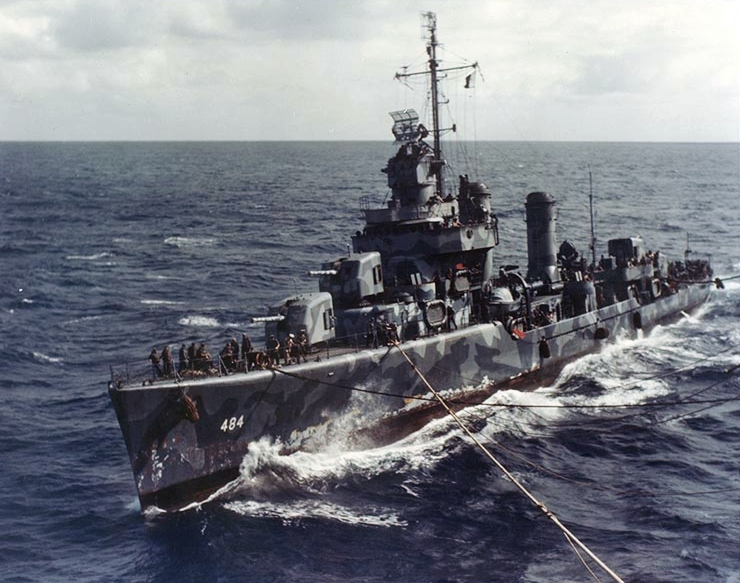
A USS Buchanan (DD-484) amerikai romboló 1942-ben.

A romboló hadihajó-típus, melyet a 19. század végétől arra terveztek, hogy a flottát megvédjék a torpedónaszádok támadásaitól, innen kapták a nevüket is: torpedónaszád-romboló = torpedóromboló = romboló.
Kereskedelmi konvojokat is védelmeztek, mely feladatot a rombolóknál gyengébb fegyverzetű, kisebb méretű és lassúbb fregattok és korvettek sokkal költséghatékonyabban ellátnak. A rombolók eleinte kis méretű hadihajók voltak, később egyre nagyobbak és tengerállóbbak lettek.
Napjaink modern, rakétafegyverzetű rombolóinak mérete már elérte a két világháború közötti időszak nehézcirkálóinak méretét.

## Kialakulásuk
Megjelenésükre az 1880-as évektől fokozatosan elterjedő torpedónaszádok (torpedóvető naszád) adtak okot. A nagy hajókat kellett megvédeni ezektől a kicsi, gyors hajóktól. A rombolók a torpedónaszádokhoz hasonlóak, csak nagyobbak voltak, fegyverzetükben a torpedók, könnyű és közepes ágyúk, valamint gyorstüzelő ágyúk, később gépágyúk jelentek meg. Hatótávolságuk és fegyverzetük nagyobb volt az ellenfeleiknél, sőt utolérte a gyors méretnövekedés is, egyre nagyobbak és erősebbek lettek.
A romboló hadihajótípus koncepciójának megálmodója Fernando Villaamil Fernández-Cueto (1845 – 1898) sorhajókapitány (Capitán de Navio), a Spanyol Haditengerészet (Armada Española) tisztje volt. Az 1880-as évektől a torpedó feltalálását követően megjelentek a torpedókkal felszerelt,  gyors és olcsó torpedónaszádok, melyekből több száz darab épült, egyre nagyobb veszélyt jelentve a nagyméretű hadihajókra. A csatahajók védelmére ugyan használtak különféle kísérőhajókat, de Villaamil rájött, hogy szükség van egy teljesen új típusú, gyors, könnyű hadihajóra, amely három feladat ellátására kell, hogy alkalmas legyenː 1.) fölényben lévő fegyverzetével képes leküzdeni a torpedónaszádokat, 2.) képes nyílt tengeren, hosszútávon kísérni a saját flottakötelékeket, 3.) képes torpedótámadások végrehajtására az ellenséges flottakötelékek ellen. Villaamil 1884-től magas pozíciót töltött be a Tengerészeti Minisztériumban, a miniszter, Manuel Pezuela altengernagy támogatása lehetőséget biztosított a számára, hogy az általa kitalált torpedónaszád-romboló hadihajótípust ténylegesen megvalósítsa. Spanyolország Villaamil specifikációi alapján részletes terveket kért brit hajógyáraktól, melyek közül végül a James & George Thompson javaslatát fogadták el. A világ első rombolója, a 354 tonnás Destructor (Romboló, Pusztító) megrendelésére 1884-ben, építése megkezdésére 1885-ben, vízra bocsátására pedig 1886-ban került sor, szolgálatba 1887-ben állt.
Az akkori világ legerősebb haditengerészete, a brit Royal Navy 1894-ben kapta meg első rombolóját, a 244 tonnás HMS Havoc-ot.

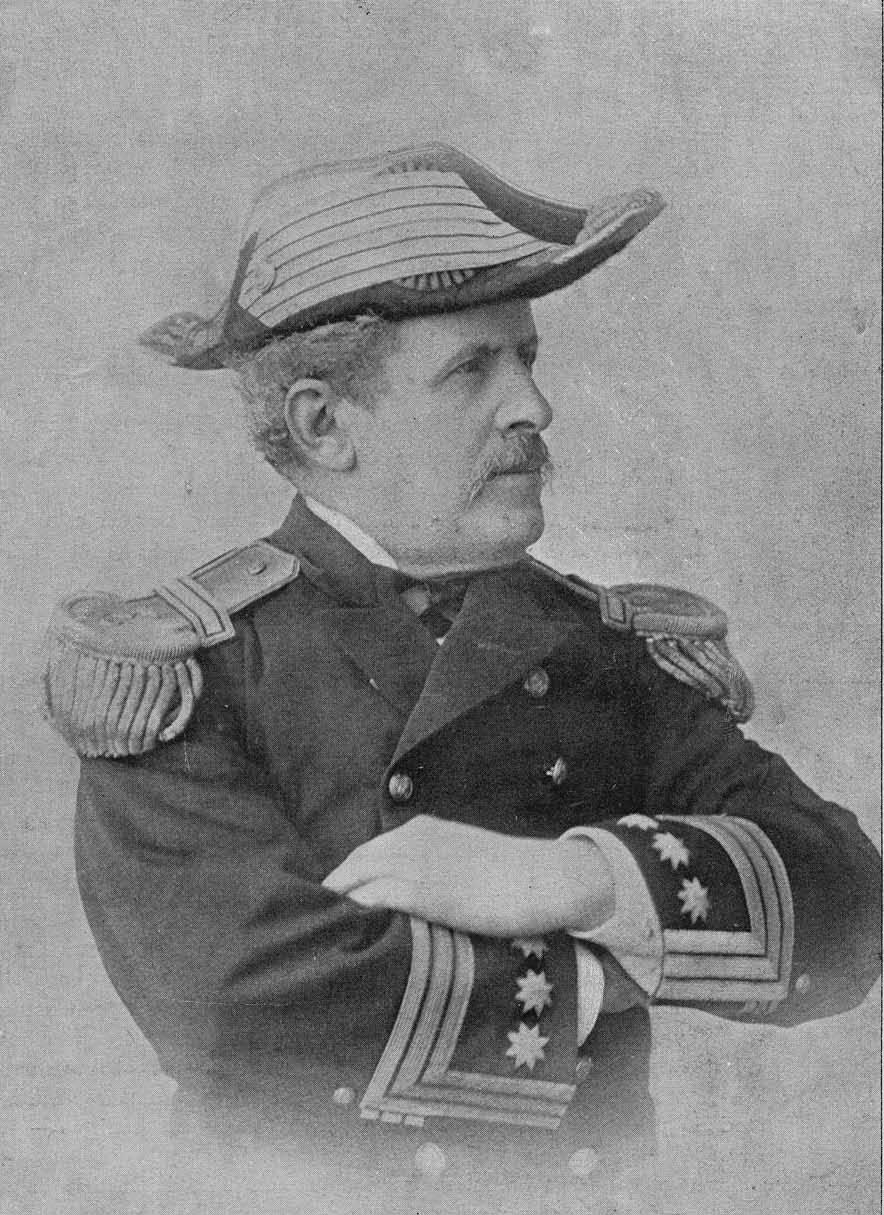
Fernando Villaamil Fernández-Cueto sorhajókapitány, a romboló megalkotója.
Az első romboló, a spanyol Destructor 1890-ben.

Az első világháború idején vízkiszorításuk 500-1900 tonna volt, ez a második világháborúra 1000-2900 tonnára nőtt.
Napjaink rombolói 3000-8000 tonnás, többnyire rakétákkal felszerelt hajók. Emellett pár ágyú és egy-két helikopter is van a fedélzetükön. 30-40 csomós sebességre képesek, tengeralattjáró elleni, illetve légvédelmi feladatokra specializálódott hajóegységek.
A rombolók fő fegyverzete általában a tengeralattjárók elleni harc megvívására szolgáló 4-10 db torpedóvető cső, 4-6 db 120-127 mm-es ágyú és légvédelem. A legnépesebb hajóosztállyá nőtte ki magát. Az amerikai haditengerészetnél a felderítő lokátorok megjelenésével hajókra kezdték telepíteni azokat. A drága lokátorokból kevés jutott, melyeket a nagy hajókra telepítettek, de a kisebbeknek is szükség volt az oltalmazott konvojok védelmének céljából. Ezért létrehoztak egy különleges kategóriát a lokátorral felszerelt rombolókat, melyek a kötelékekben lokátoros felderítést végezhettek. Amerikai jelzései: romboló DD, kísérő romboló DDE, flottillavezető romboló DL, radaros romboló DDR.

### I. világháborús rombolók

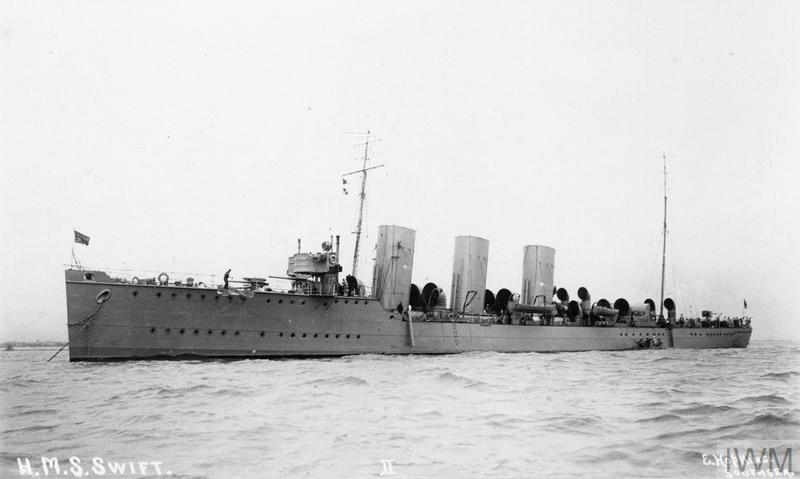
Az 1854 tonnás, egyedi építésű HMS Swift brit romboló.
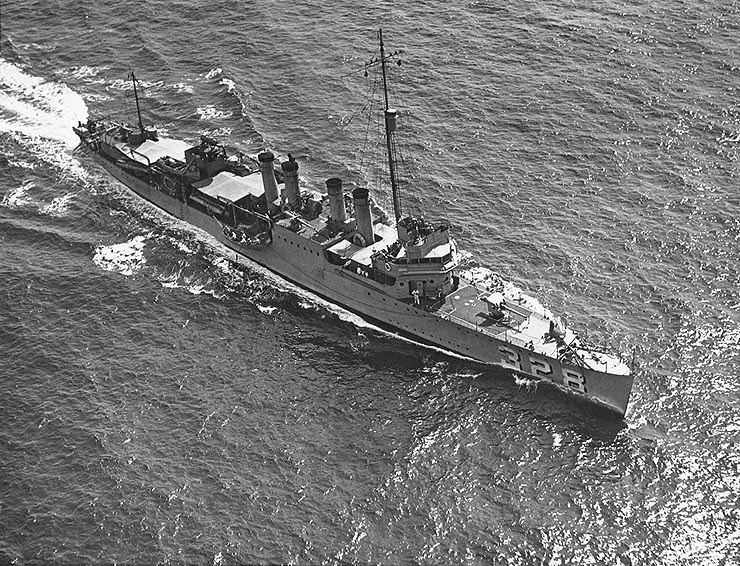
Az amerikai 1215 tonnás Clemson osztály 156 db rombolóból állt. A képen a USS Lamson (DD-328) látható.
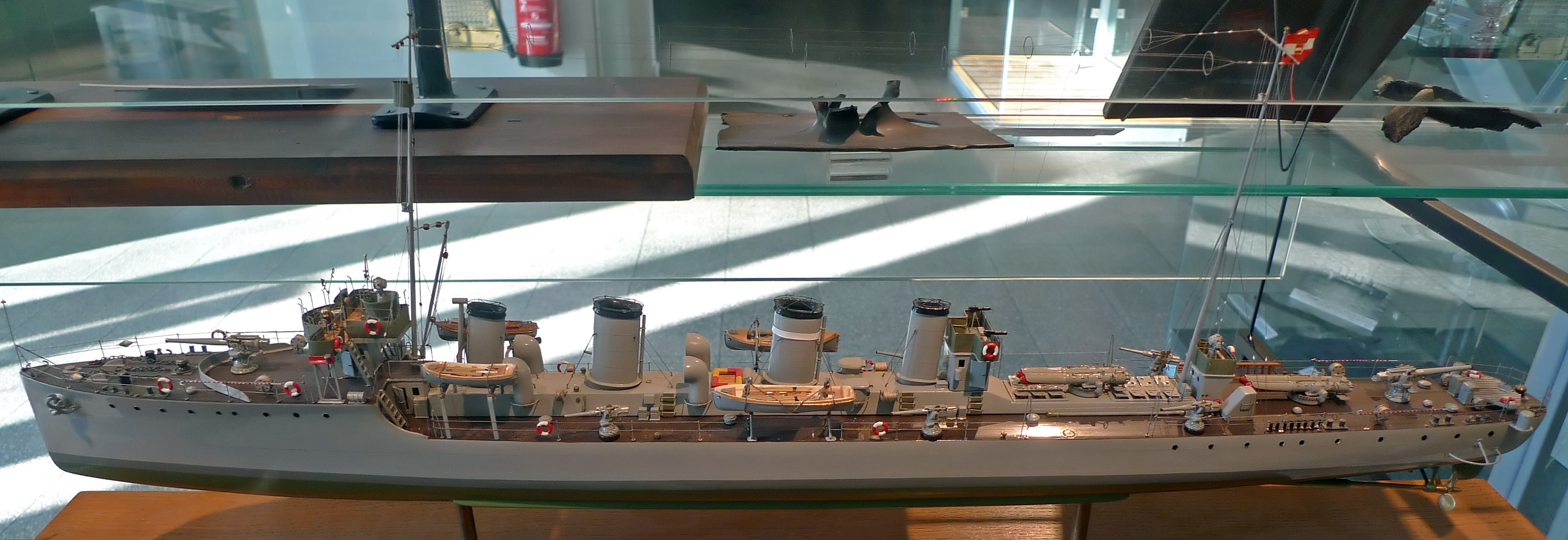
Az 1050 tonnás SMS Tátra osztrák-magyar romboló modellje.

### II. világháborús rombolók

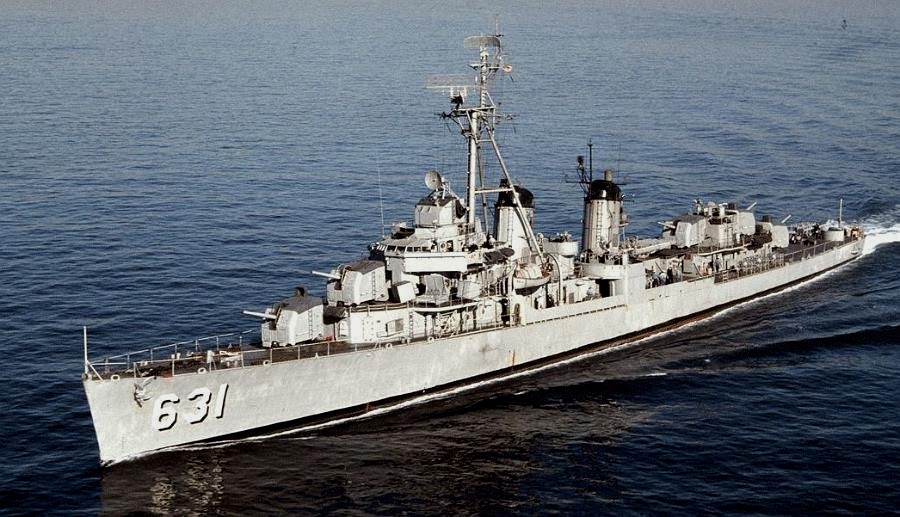
A Fletcher-osztályú USS Erben (DD-631) az 1950-es években. A Fletcher osztályban összesen 175 romboló épült.
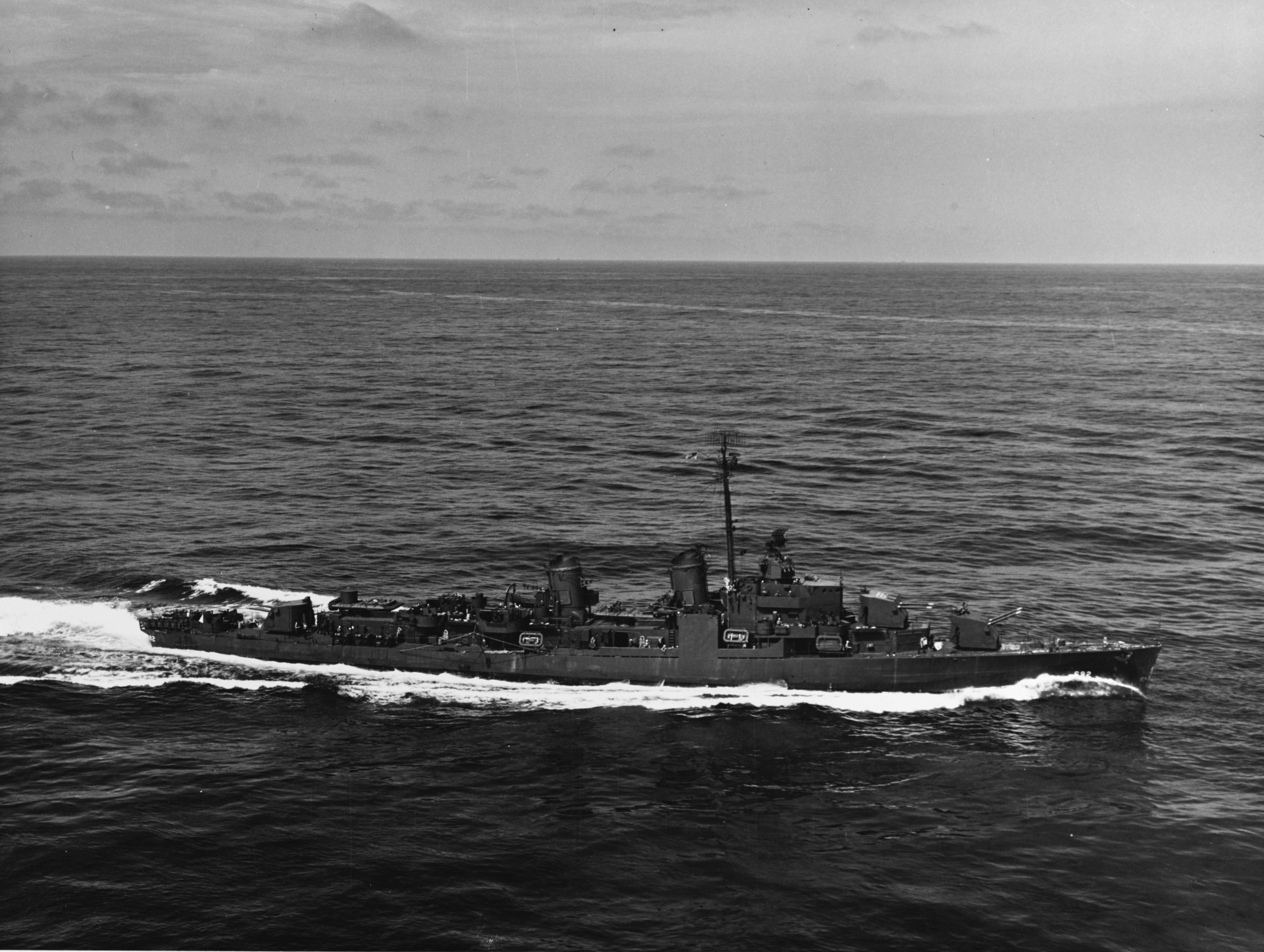
A USS Allen M. Sumner (DD-692) romboló 1944-ben. Az Allen M. Sumner osztályban 58 romboló épült.
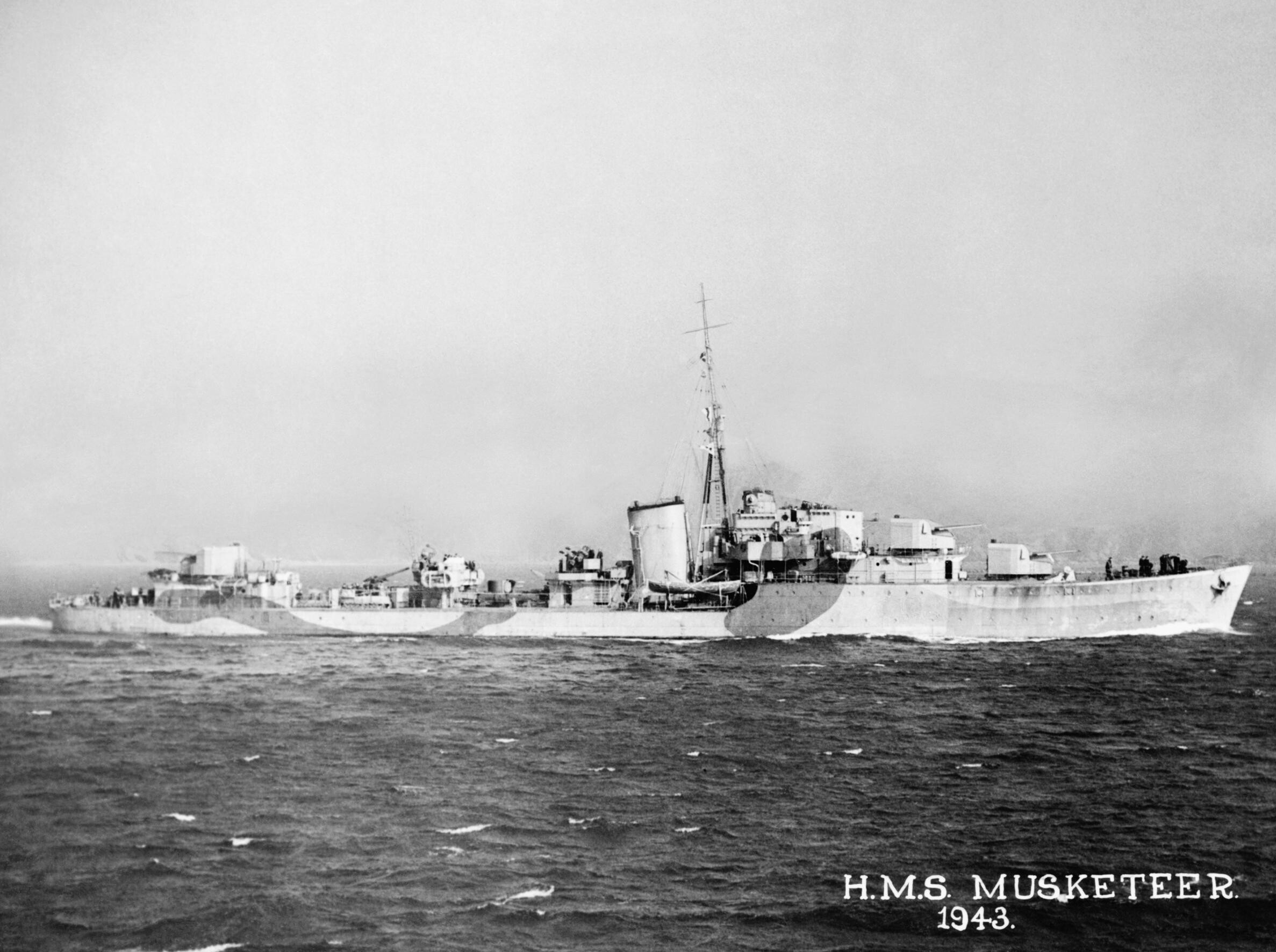
Az M osztályú HMS Musketeer (G86) brit romboló 1943-ban.
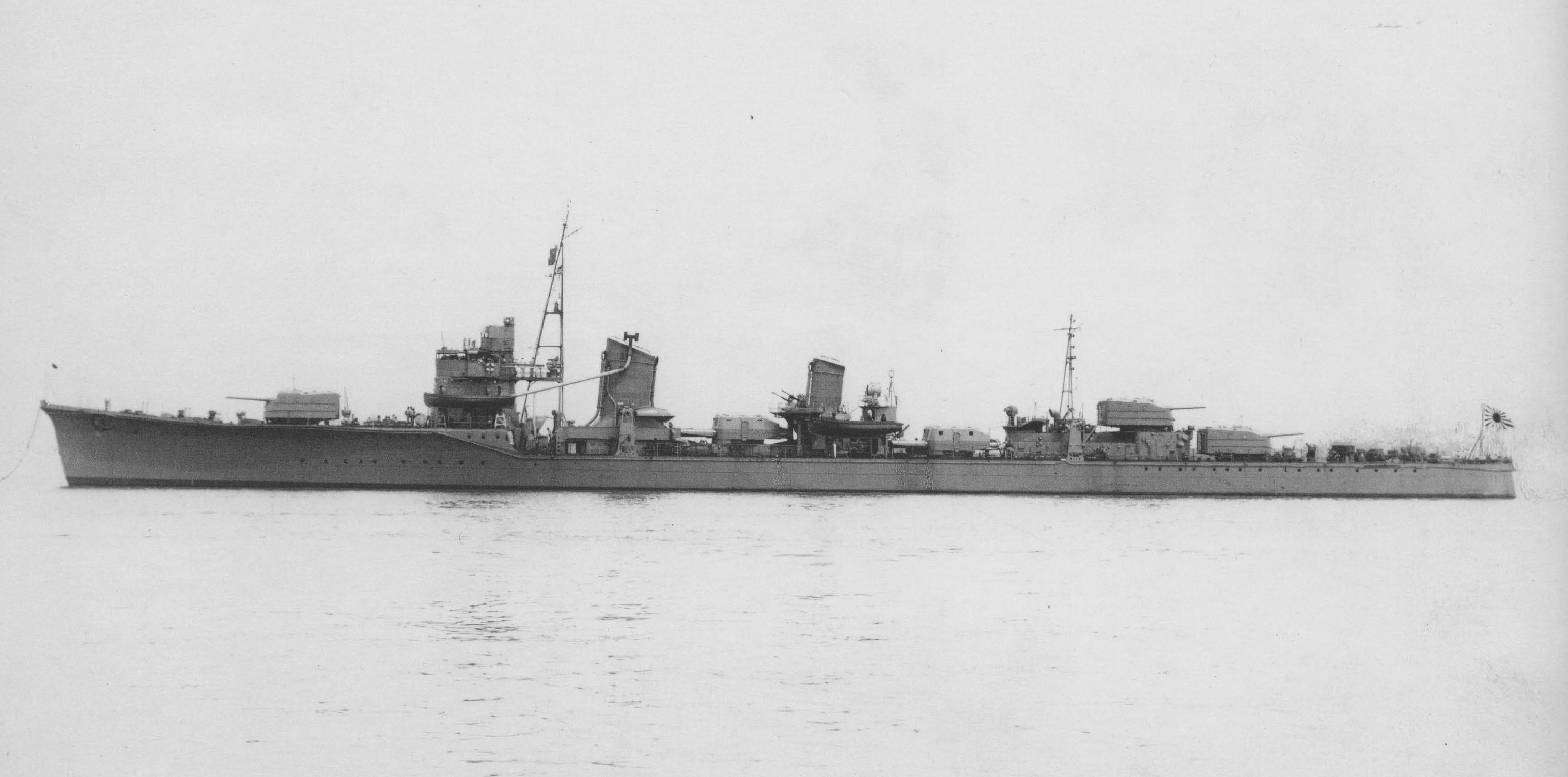
A Yúgumo osztályú Naganami japán romboló 1942-ben.
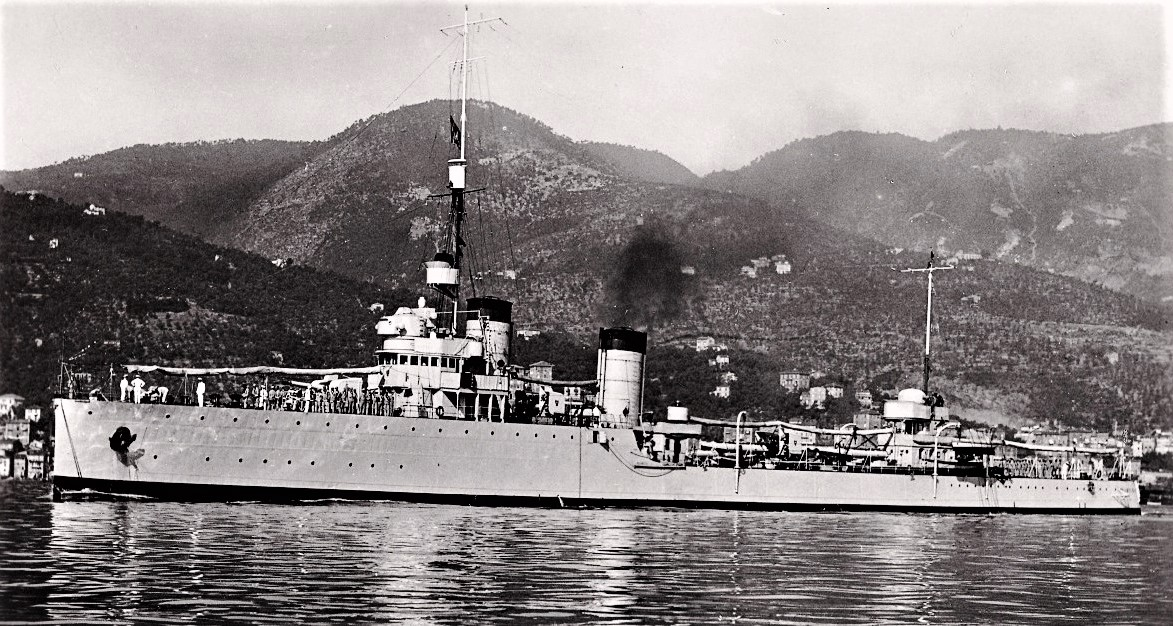
A Leone osztályú olasz Pantera romboló 1936-ban.
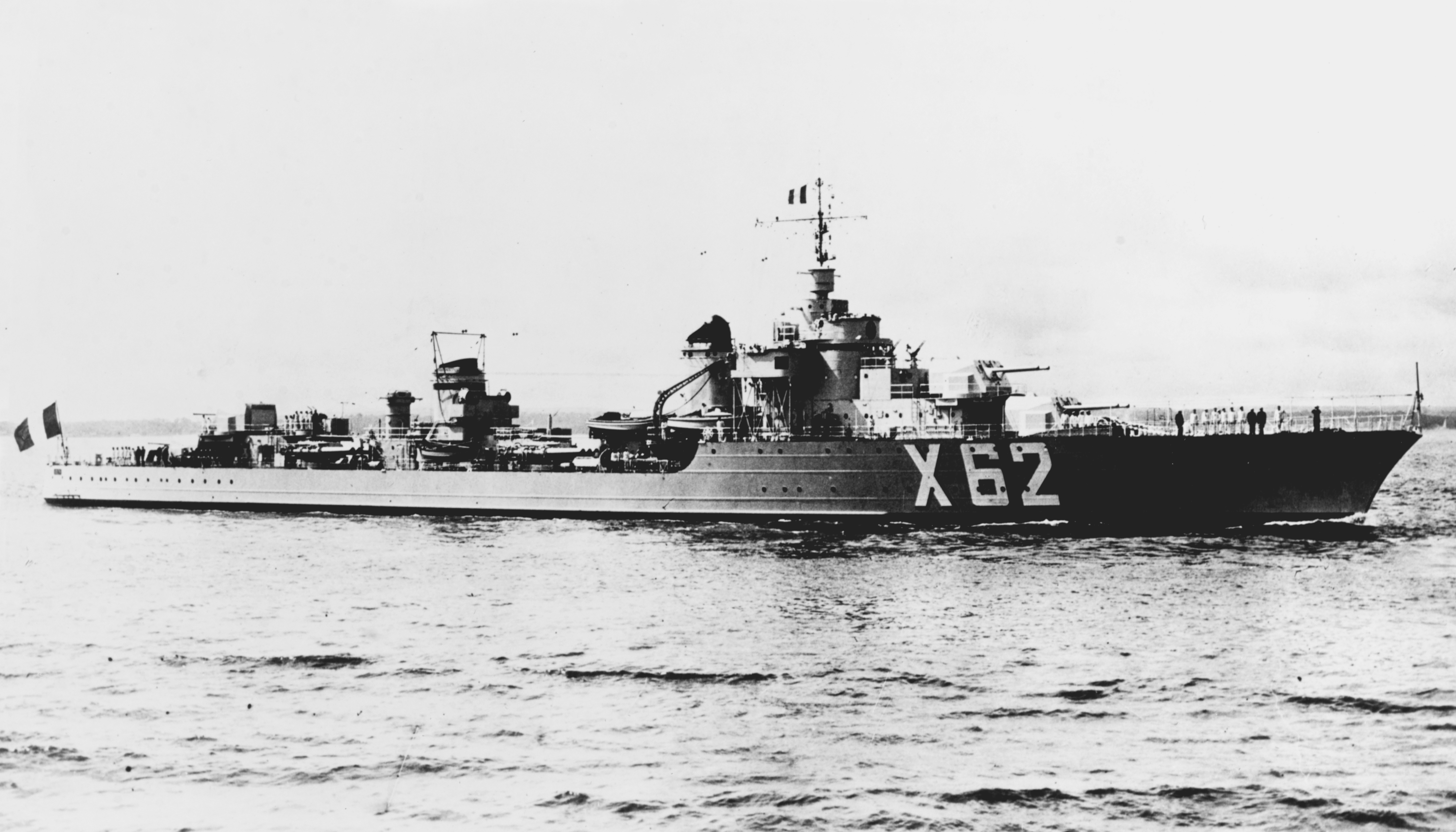
A Mogador osztályú Volta (X62) francia romboló 1939-ben.

#### Flottillavezető romboló
Létezett a több rombolóból (4-10 db) álló rombolórajok zászlóshajójának feladatát ellátó, speciális flottillavezető (flotilla leader) szerepkör, ezt vagy kisméretű cirkálók, vagy az átlagosnál nagyobb méretű, speciális rombolók (destroyer leader) lárrák el. A nagyméretű, destroyer leader rombolókra példa az amerikai Porter- és Somers osztályok, ezek az addigi szabvány rombolók 4-5 db 127 mm ágyúja helyett 8 db 127 mm fő fegyverzettel rendelkeztek, plusz felszerelték őket a rombolóraj zászlóshajó feladatkör ellátására, a rombolóraj parancsnoka és törzse elhelyezésére.
Az olasz Capitani Romani osztály elkészült 4 egységét hol óceáni felderítőnek (esploratori oceanici), hol flottillavezető rombolónak (caccia conduttori) sorolták be, mindenesetre rombolóként a II. világháborúban ezek voltak a legnagyobb méretű és legerősebb egységek. 

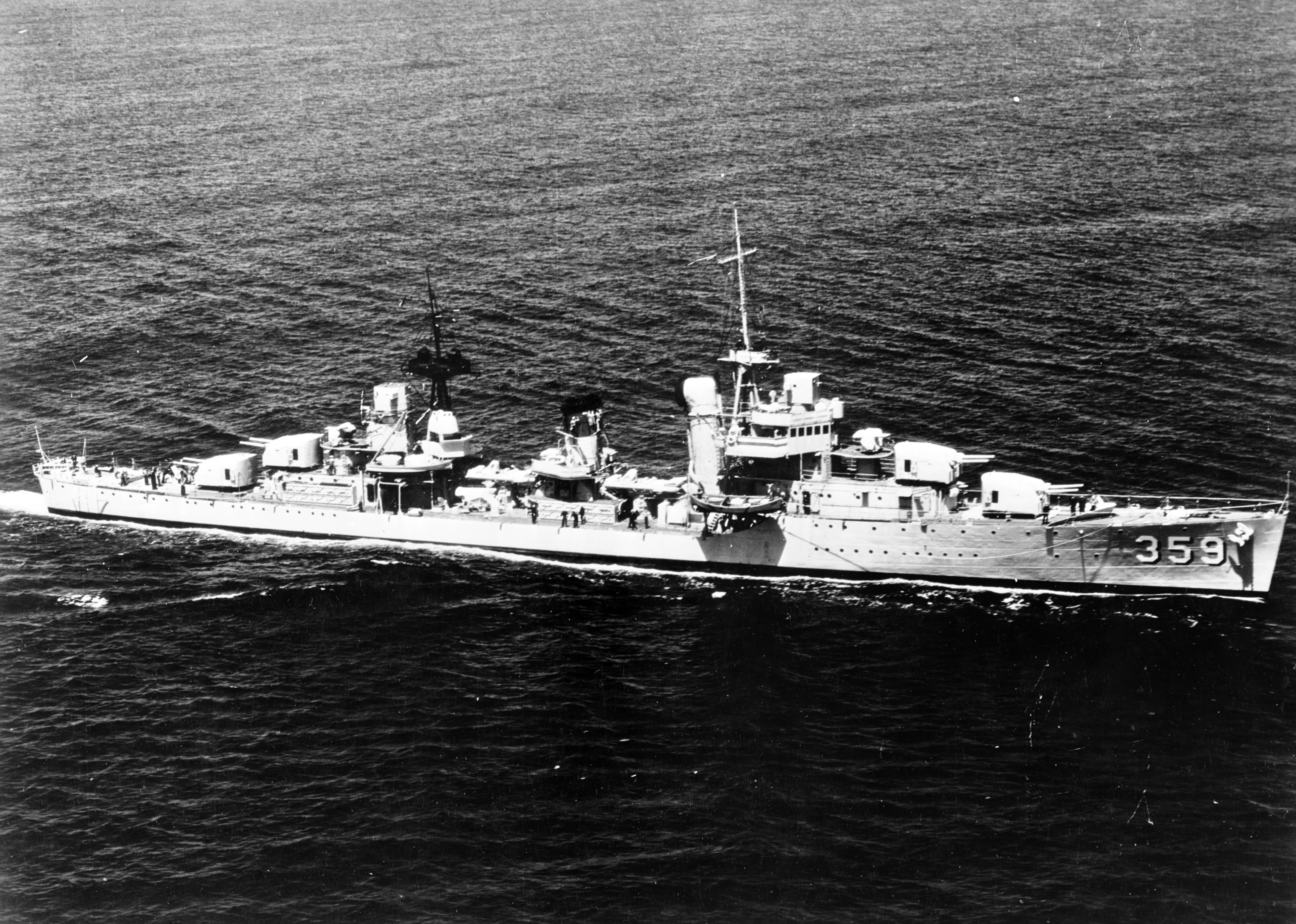
A Porter osztályú USS Winslow (DD-359) nagy flottillavezető romboló 1939 táján.
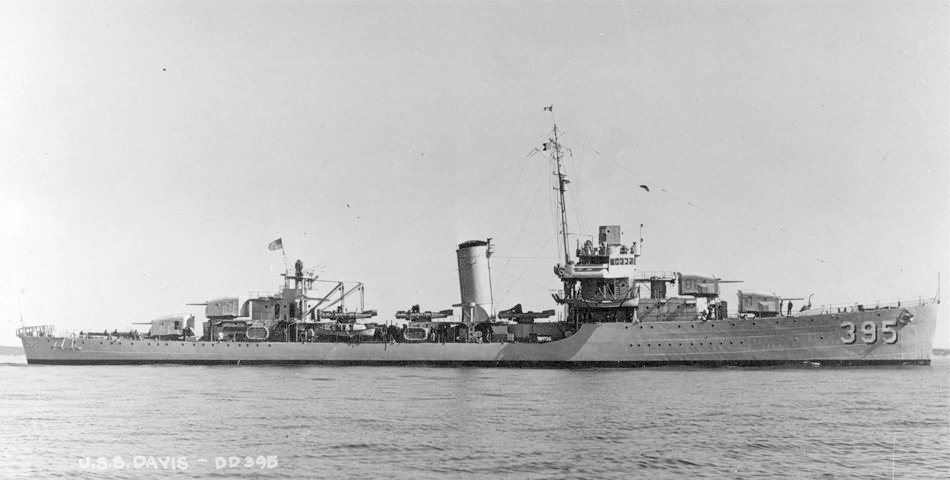
A Somers osztályú USS Davis (DD-395) nagy flottillavezető romboló 1939 táján.
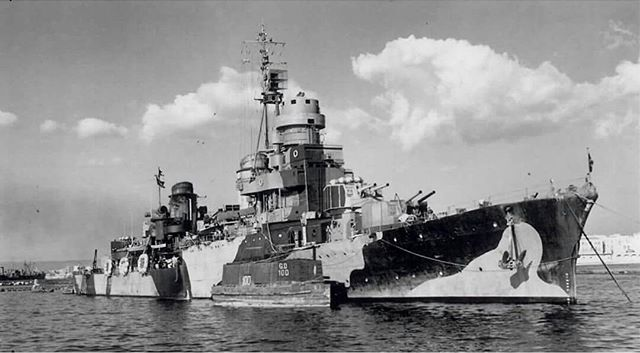
A Capitani Romani osztályú RN Scipione Africano olasz flottillavezető romboló.

#### Kísérő romboló
Az Egyesült Államok Haditengerészete (US Navy) a II. világháborútól külön használta a kísérő romboló (destroyer escort - DE) hajójelzést, a kísérő rombolók feladata a tengeralattjáró-vadászat, a kereskedelmi hajókonvojok kísérete és oltalmazása, elsősorban a tengeralattjáróktól. a II. világháború alatt nagyszámú amerikai kísérő romboló épült, több osztálybanː Evarts osztályː 97 egység, Buckley osztályː 148 egység,  Cannon osztályː 72 egység, Edsall osztályː 85 egység, Rudderow osztályː 22 egység, John C. Butler osztályː 83 egység.
Ugyanakkor a brit Royal Navy az amerikai kísérő rombolóknak megfelelő hadihajóit fregattnak (fregate) kategorizálta. 1975-től (United States Navy 1975 ship reclassification) az amerikaiak átvették a brit terminológiát, az addigi kísérő rombolóikat fregattá minősítették át.

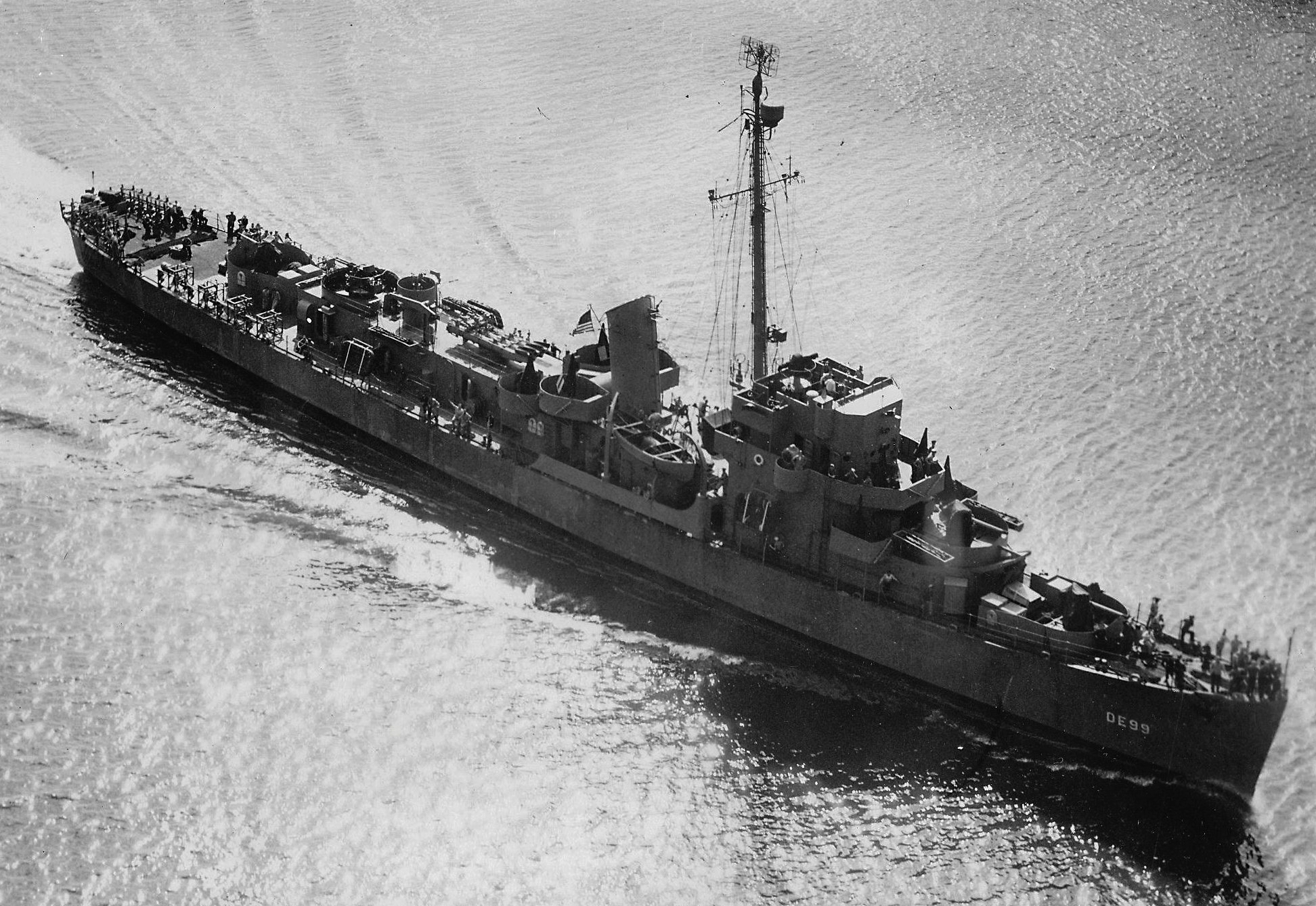
A USS Cannon (DE-99) kísérő romboló 1943-ban.
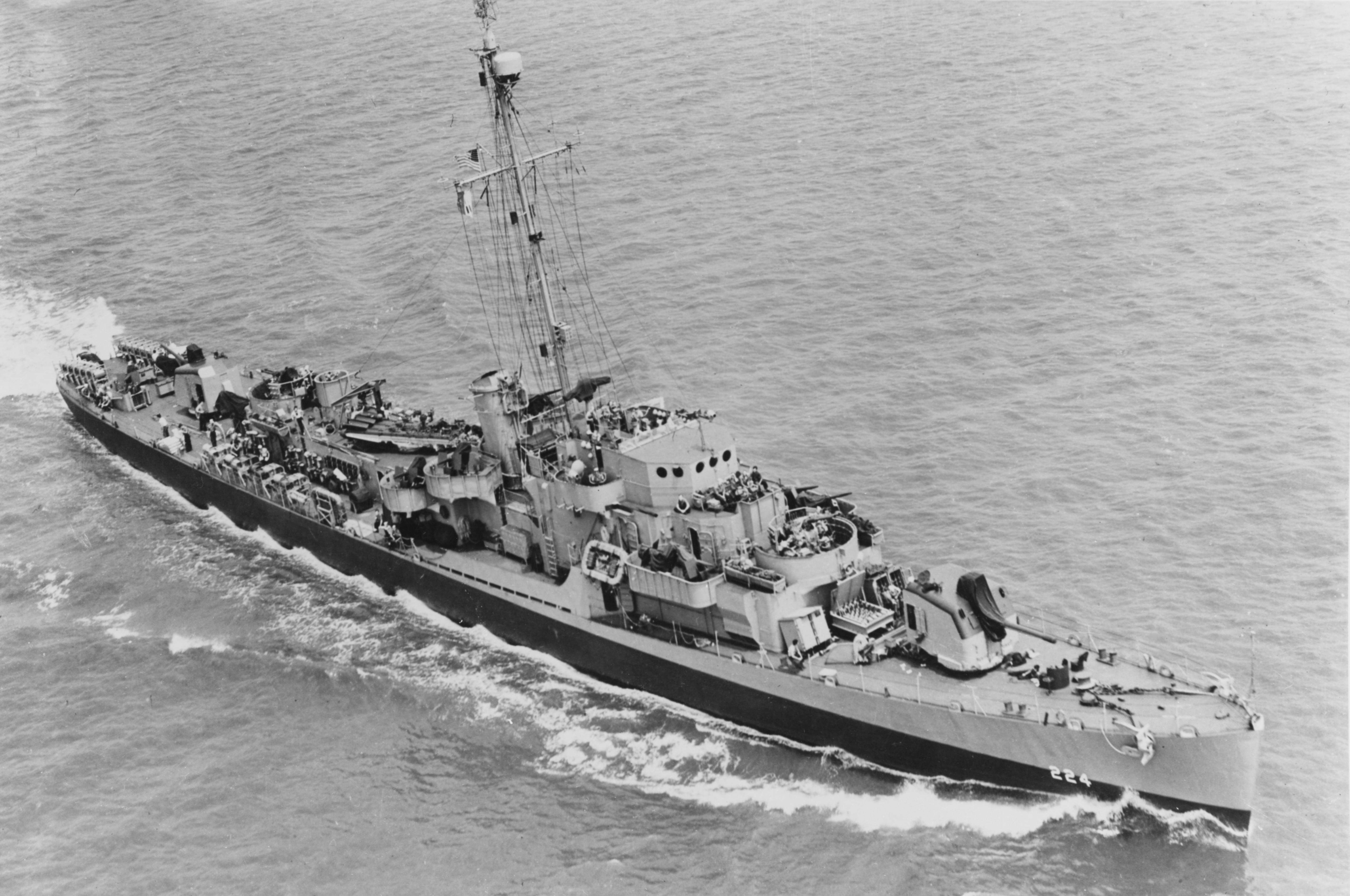
A USS Rudderow (DE-224) kísérő romboló 1944-ben.
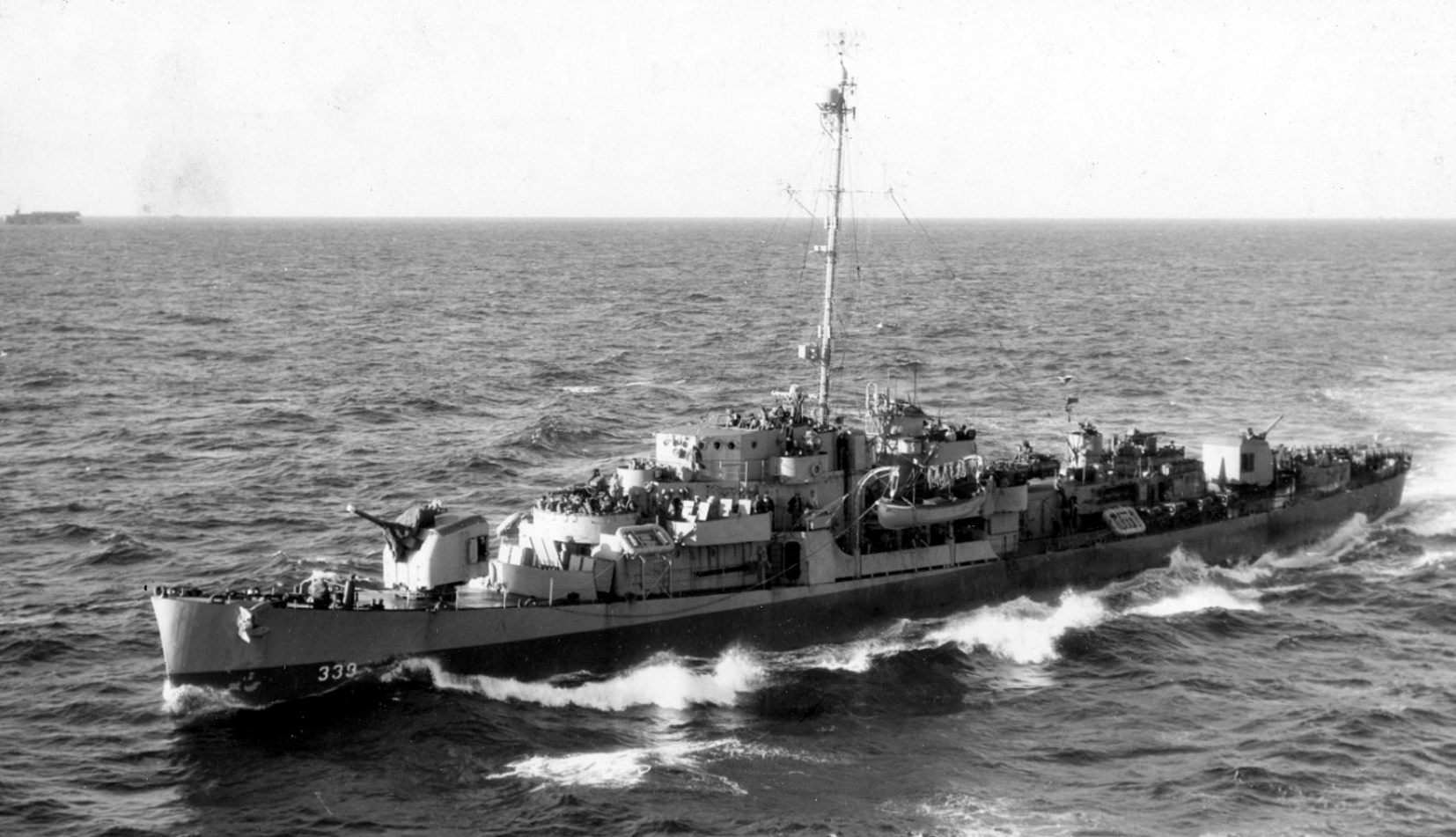
A USS John C. Butler (DE-339) kísérő romboló 1945-ben.

## Hagyományos fegyverzetű rombolók
A megnevezés kissé félrevezető. Eredetileg a háború után a háború alatt épült korszerűsített, de ténylegesen csak hagyományos fegyverzettel rendelkező rombolók megjelölésére alkalmazták. Mára, az amerikai meghatározás szerint azon rombolók, amelyek elsősorban tengeralattjárók-elleni hadviselési fegyverekkel vannak felszerelve. Így ezt a megjelölést alkalmazza az egyik korszerű romboló-osztályra, a Spruance osztályra is. Fő fegyverzetük a 6 db torpedóvető, 127 mm-es ágyú, közel körzeti légvédelmi gépágyúk, és légvédelmi rakéták. Utólag telepítettek Tomahawk robotrepülőgépet indító konténerek és AGM–84 Harpoon irányított felszín-felszín osztályú rakétákat indító konténereket. A rombolók méretnövekedése mára már elérte a második világháborús könnyűcirkálók méreteit (8000 tonna). Jelzésük: DD.

## Irányított rakétás rombolók
Mára a legelterjedtebb hadihajó kategória a legtöbb állam flottájában. Az előzőtől való fő eltérés a közepes hatótávolságú légvédelmi rakétarendszerek alkalmazása. Például a Spruance osztály továbbfejlesztése a Kidd osztályban már a Standard SM–1MR rakéta. Lényegében a cirkálók drága előállítása miatt a világ haditengerészeteiben a rombolók lettek a flották gerince. A gyors fejlődés odáig vezetett, hogy az orosz, ill. az amerikai haditengerészetben is megjelentek olyan romboló-osztályok melyek fegyverrendszerei erősen hasonlítanak a rakétás cirkálókéhoz. Erre legjobb példa az amerikai Arleigh Burke osztály rombolói, melyeknek hajóteste, elektronikai rendszerei (AEGIS rendszer), és fegyverzete megegyezik a Ticonderoga osztályú rakétás cirkálóéval. A Burke osztályban eddig 74 db romboló épült, további 10 db pedig jelenleg is építés alatt áll. Az orosz meghatározás szerint a hajók meghatározása tengeralattjáró elleni nagy hajó. Amerikai jelzése: DDG.

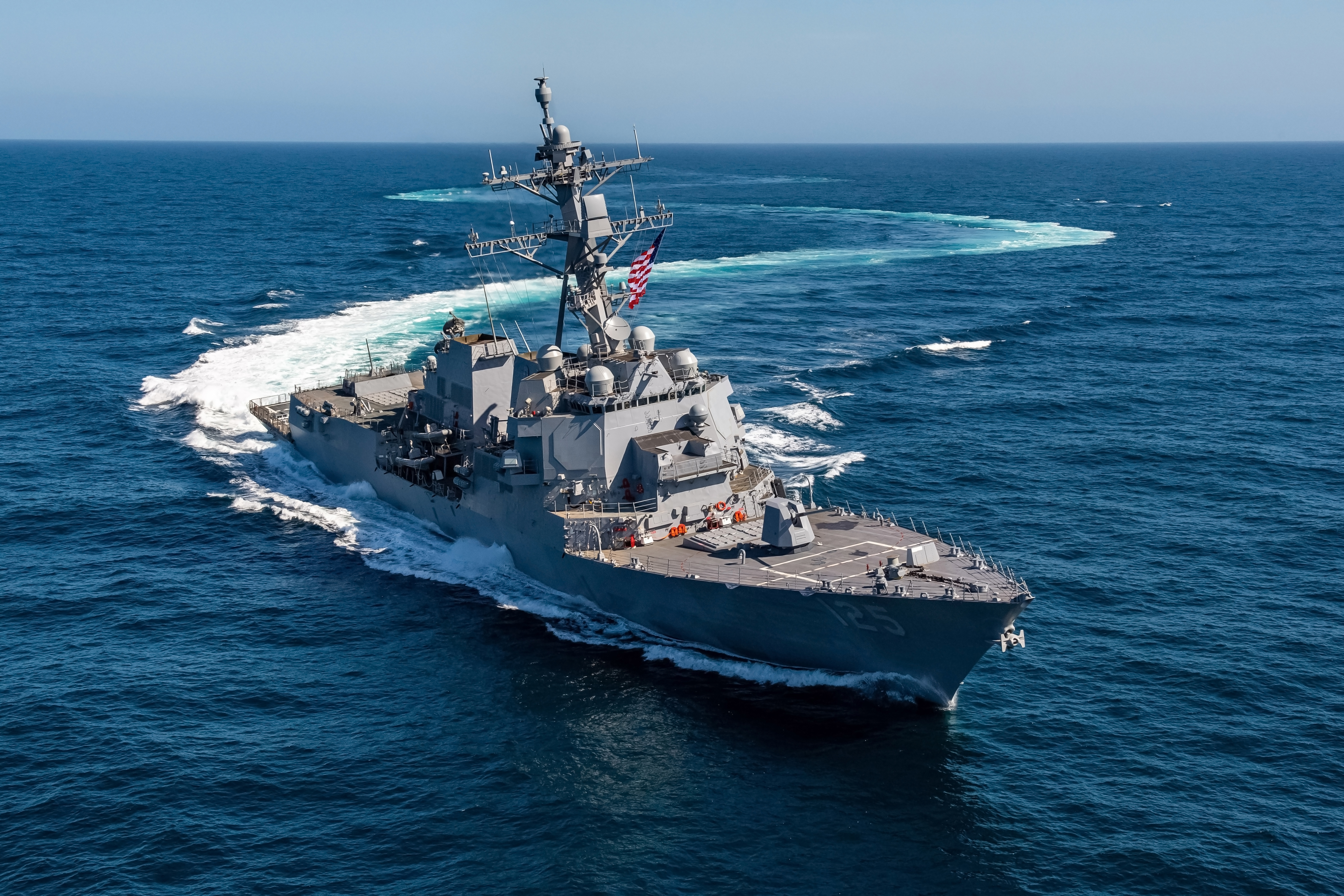
A Burke soztályú USS Jack H. Lucas (DDG-125) amerikai romboló 2023-ban.
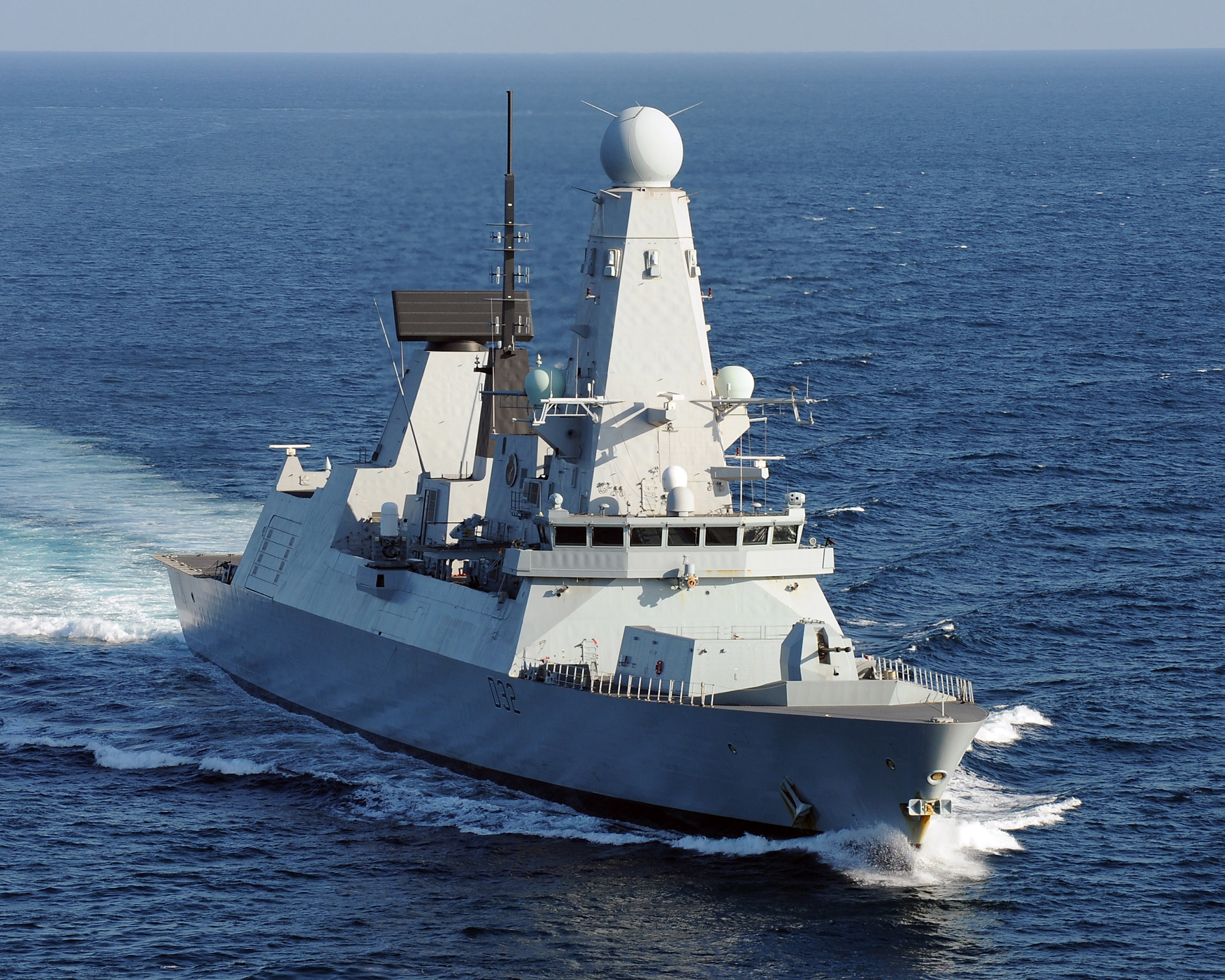
A Daring osztályú HMS Daring Mbrit romboló.
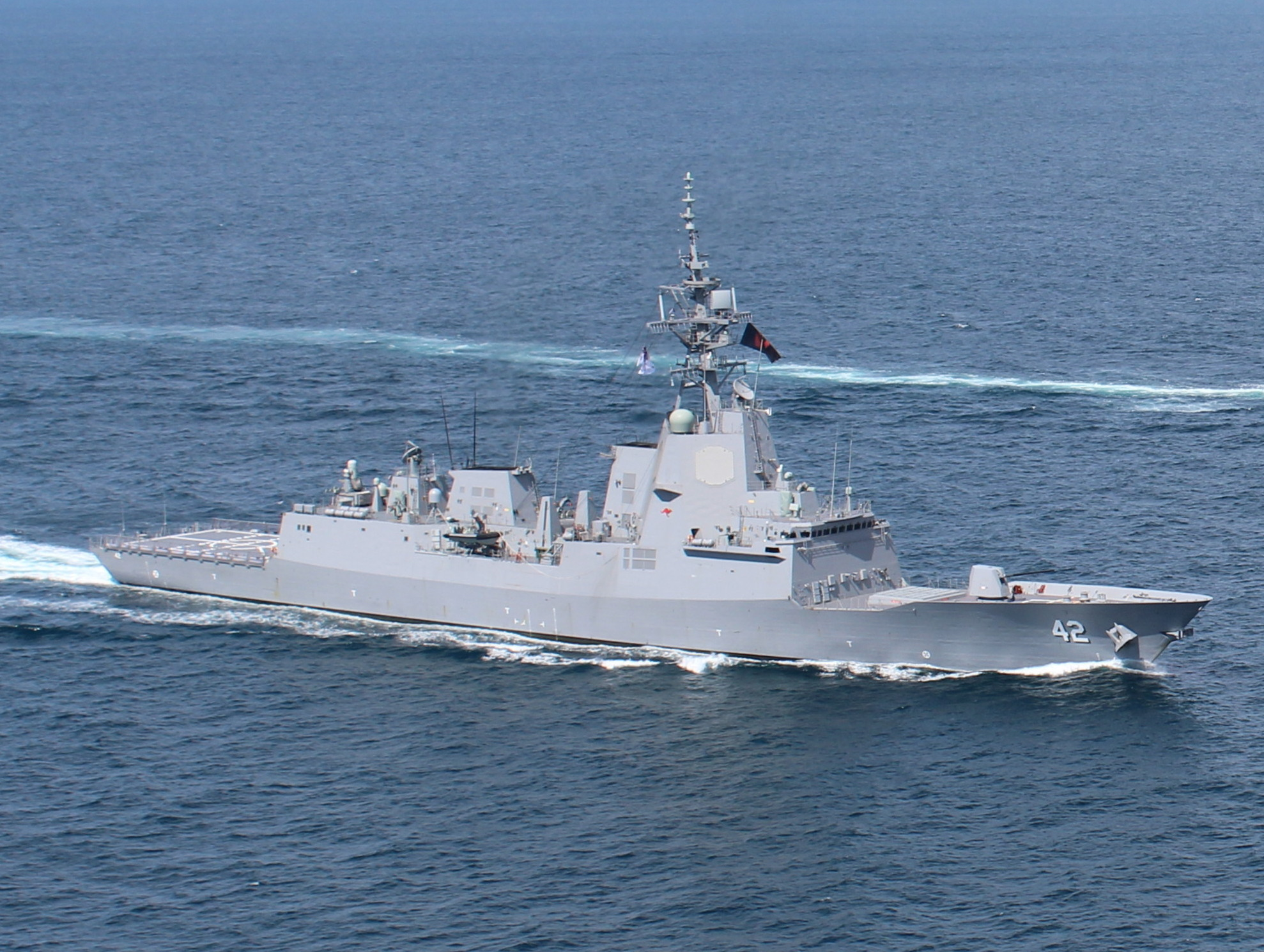
A Hobart osztályú HMAS Sydney ausztrál romboló.
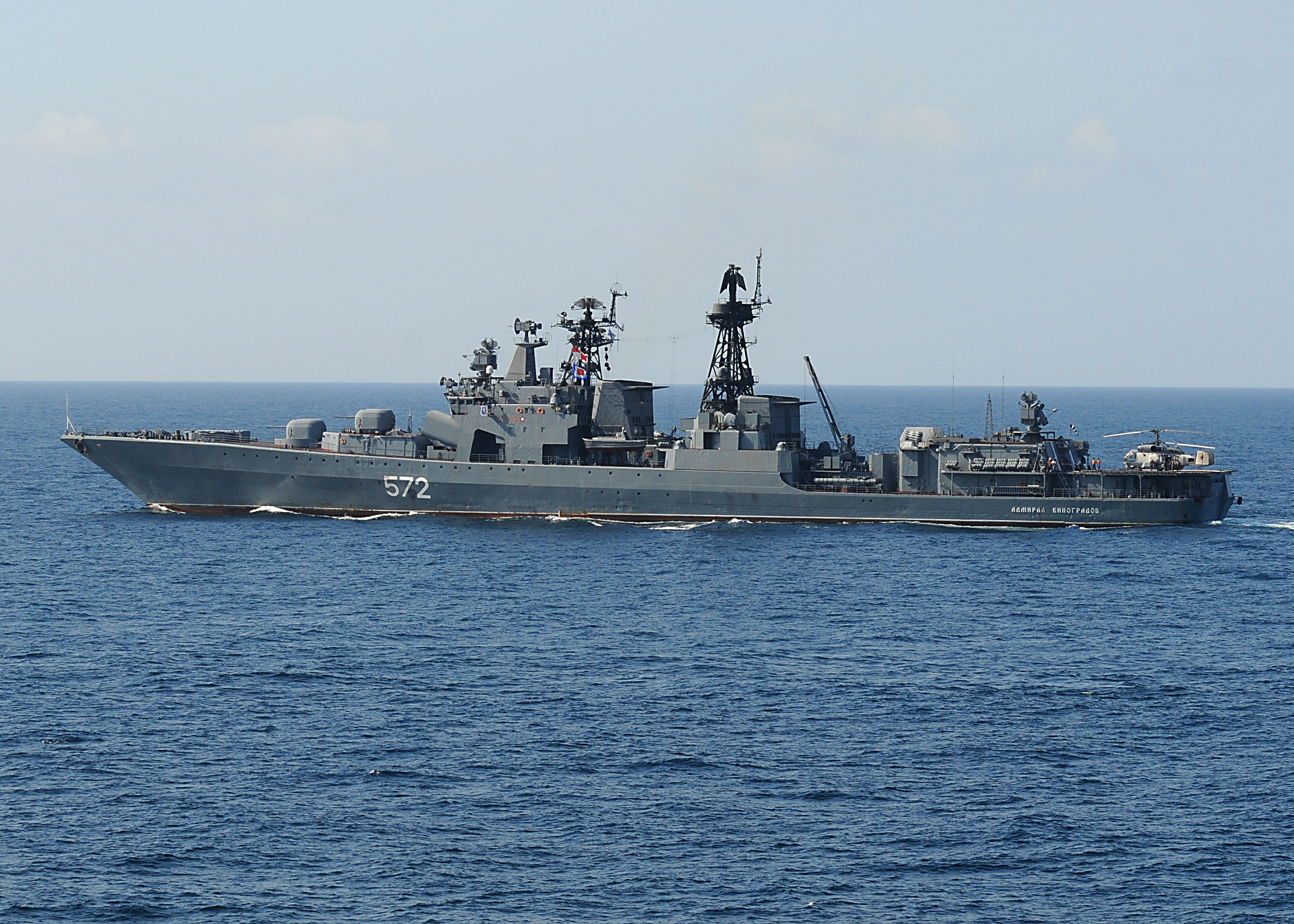
Az Udaloj osztályú Admiral Vinogradov orosz romboló.
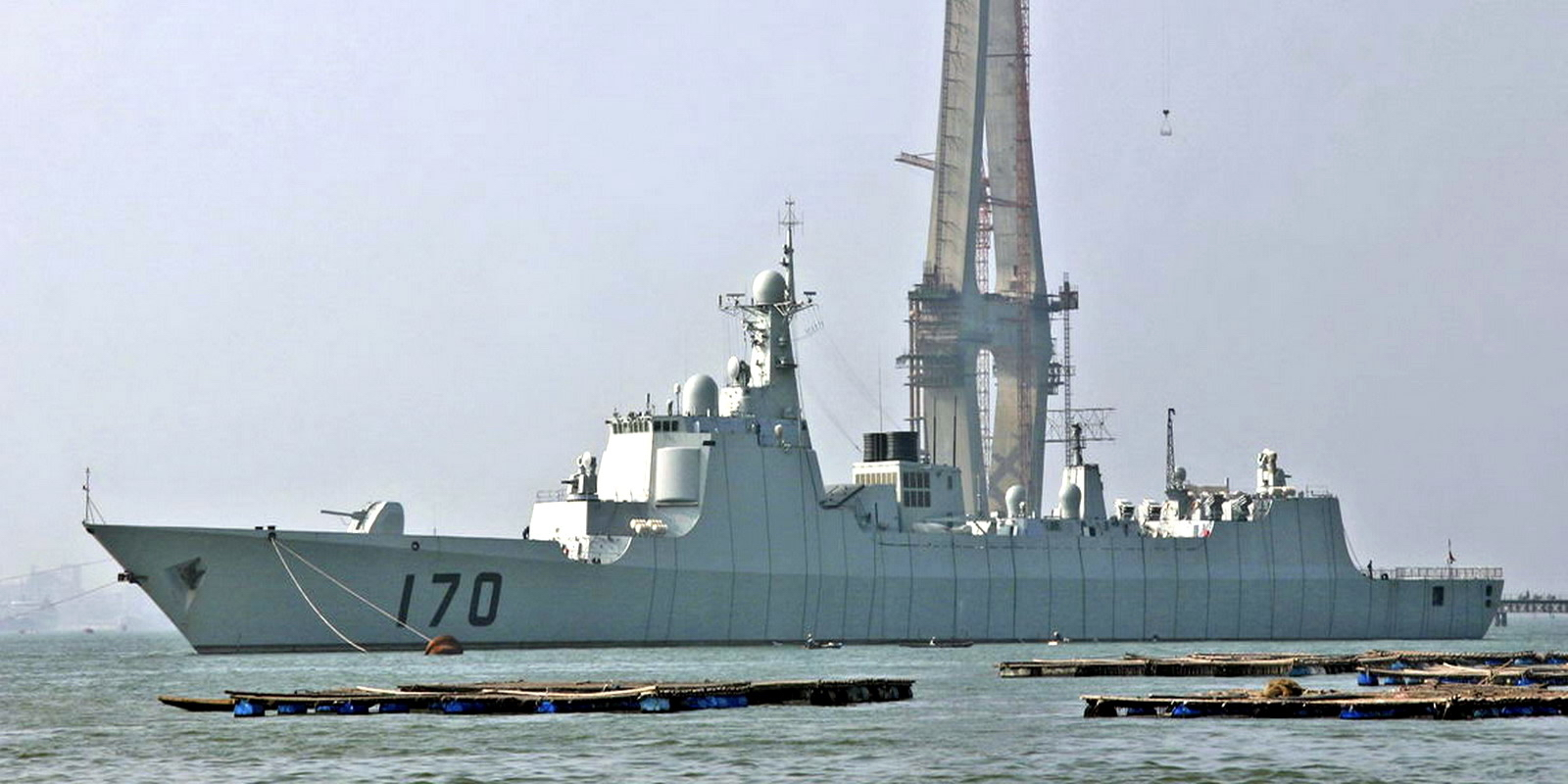
A Kínai Népköztársaság modern, 052C osztályú rombolója.
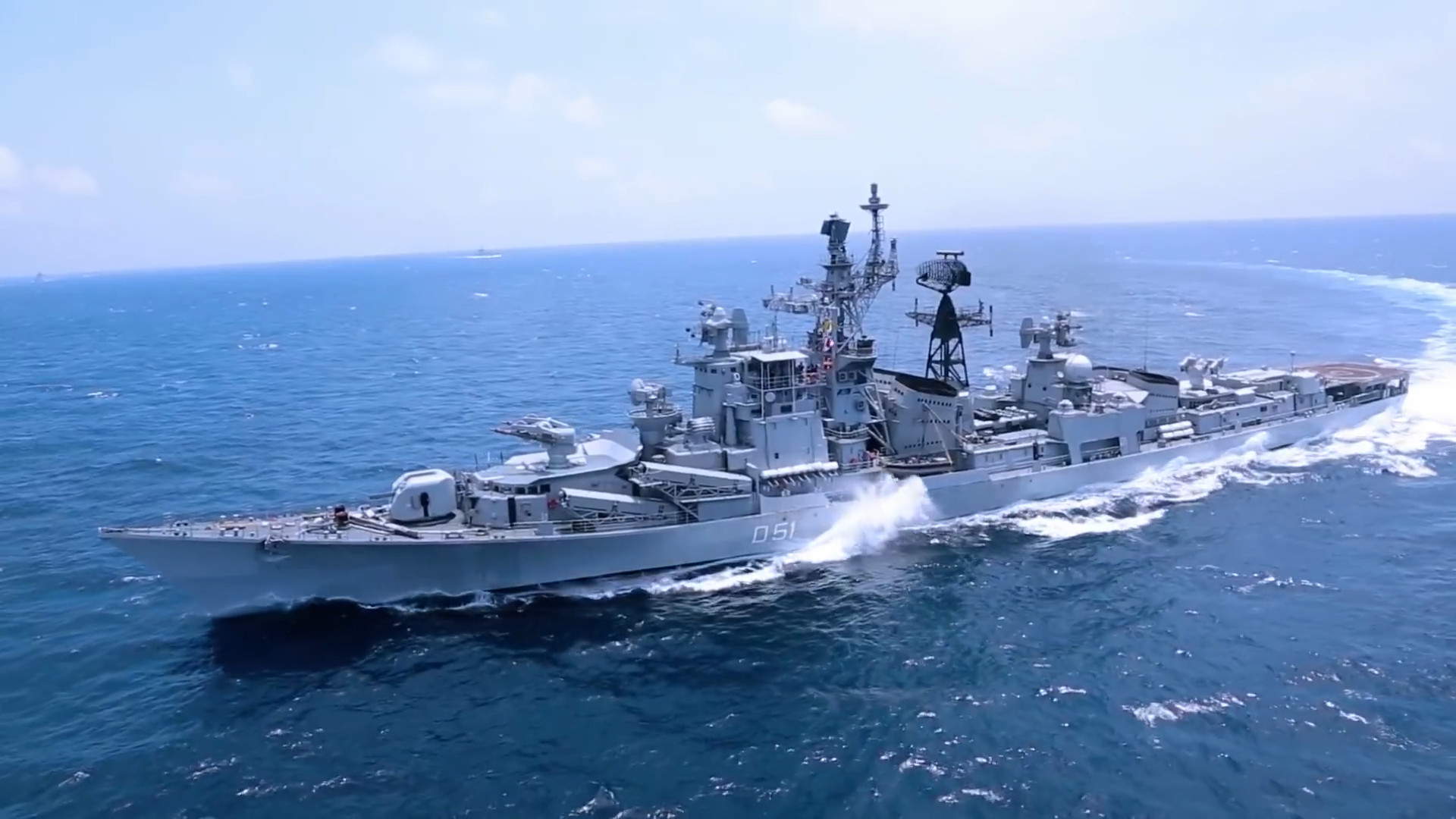
A Rajput osztályú INS Rajput (D51) indiai romboló.